# Alfa Papa Tango
Alfa Papa Tango was een televisieserie van de BRT, die oorspronkelijk uitgezonden werd van 1990 tot 1992. De serie speelt zich af in een brandweerkazerne in het centrum van Brussel en behelst twee reeksen van zeven en zes afleveringen.
De letters A, P en T in het spellingsalfabet van de NAVO staan voor ambulance, pompwagen en techniek, drie wagentypes die bij de brandweer veelvuldig worden gebruikt.
Onder leiding van Kolonel Halleux worden de brandweermannen geconfronteerd met telkens nieuwe interventies van brand tot wespen verdelgen. Maar ook in de kazerne zelf dienen brandjes geblust te worden. Ronnie Abbeloos heeft huwelijksproblemen, Marcel Van Oppen heeft een zieke echtgenote, Fred Boenders wordt geconfronteerd met de eenzaamheid, Kolonel Halleux probeert zijn geluk bij pr-verantwoordelijke Tiene De Vijlder en iedereen ergert zich aan de strikte Adjudant Haegeman.
Alfa Papa Tango was een van de televisieseries die de BRT produceerde na de opstart van VTM. Toch haalde de reeks kijkcijfers van meer dan een miljoen kijkers. Het scenario was van Guy Bernaert, Marc De Bie, Flip Feyten, Wilfried Hendrickx, Freek Neirynck en René Swartenbroekx.
Sinds april 2011 is er een dvd van Alfa Papa Tango verkrijgbaar. Deze bevat alle dertien afleveringen van de reeks.

## Afleveringen
- Seizoen 1: 25 februari 1990 - 8 april 1990 (7 afl.)
- Seizoen 2: 19 januari 1992 - 23 februari 1992 (6 afl.)

## Rolverdeling
| Acteur              | Personage                 |
| ------------------- | ------------------------- |
| Nolle Versyp        | kolonel Walter Halleux    |
| Machteld Ramoudt    | Tiene De Vijlder          |
| Jo De Meyere        | adjudant Maurice Haegeman |
| Sjarel Branckaerts  | korporaal Albert Goossens |
| Jaak Van Assche     | Marcel Van Oppen          |
| Walter Cornelis     | Roger Buelens             |
| Johan Van Lierde    | Fred Boenders             |
| Ludo Busschots      | Koen Pauwels              |
| Ben Van Ostade      | Ronnie Abbeloos           |
| Geert Vermeulen     | Wim Van der Straeten      |
| Heddie Suls         | Lisette Van Oppen         |
| Luk De Konink       | Dominic                   |
| Doris Van Caneghem  | Christine                 |
| Monika Dumon        | Anouck                    |
| Jeanine Schevernels | Paulien                   |
| Ann Hendrickx       |                           |
| Herbert Bruynseels  |                           |
| Vera Puts           |                           |
| Marijke Hofkens     |                           |
| Alex Cassiers       |                           |
| Kurt Defrancq       |                           |
| Carry Goossens      |                           |
| Marilou Mermans     |                           |
| Marc Van Eeghem     |                           |
| Bert Cosemans       |                           |